# Todirești (Iași)
Todireşti é uma comuna romena localizada no distrito de Iaşi, na região de Moldávia. A comuna possui uma área de 42.86 km² e sua população era de 4888 habitantes segundo o censo de 2007.